# Crise du secteur textile asiatique liée à la pandémie de Covid-19
La crise du secteur textile asiatique liée à la pandémie de Covid-19, qui a touché la zone géographique d’Asie du Sud-Est, a été provoquée par la pandémie de Covid-19 et le confinement sanitaire décrété dans un grand nombre de pays. Elle a notamment fragilisé l’emploi dans l’industrie textile-habillement mais aussi la condition sociale des travailleurs dans les ateliers d’Asie du Sud-Est, celle-ci étant qualifiée d’« usine textile du monde ».

## Contexte pré-crise

### Rôle du secteur textile dans l’économie mondiale
L’industrie textile s’est progressivement mondialisée dans un contexte de montée en puissance des entreprises dites multinationales. Une internalisation des activités économiques et ses enjeux va se mettre en place, par le biais de la délocalisation de production et l’allongement de la chaîne de production, mais aussi via l’investissement direct étranger (IDE) qui va s’effectuer soit par la création d’une agence ou succursale, dont la personnalité juridique n’est pas distincte de celle de la maison-mère, soit par la création d’une filiale, conformément à la législation de l’État hôte, qui dispose d’une personnalité juridique distincte de celle de la maison-mère. Cette dernière va avoir une identité juridique soumise au droit de l’État dans lequel elle est implantée.
L’enjeu pour le secteur textile à la main-d’œuvre peu coûteuse en Asie du Sud-est va être d’attirer les investisseurs étrangers, puisque 84% des investissements de ces derniers viennent de l’OCDE. Pour cela, les industries textiles vont donc abaisser leurs normes et leurs exigences sociales, environnementales ou fiscales au détriment de la population. Les IDE profitent davantage au pays riches, en effet les investisseurs étrangers peuvent rapatrier l’ensemble de leurs bénéfices dans leur pays d’origine sans les réinjecter dans l’économie locale, et ils bénéficient par ailleurs d’avantages fiscaux qui concurrencent les entreprises locales. Les usines spécialisées dans le textile en Asie du Sud-Est se retrouvent ainsi désavantagées mais certaines situées dans des pays à faible revenu sont parvenues à développer leur industrie à l’instar de la Chine. L’Asie représente 80% des exportations mondiales de textile et habillement sur un total de 500 milliards de dollars face à l'Europe qui en possède seulement 15%.
Le progrès technologique a joué un rôle majeur dans l’essor des industries sud-asiatiques qui se sont placées au sein de l’économie mondiale. En effet, non seulement le nombre de grandes surfaces a augmenté, mais les chaînes spécialisées et nouvelles technologies (notamment l’automatisation omniprésente dans le secteur, qui engrange une demande forte en termes de machines, équipements et composants électroniques). Les délocalisations industrielles vers les pays dont la main-d’œuvre est à faible coût a donc connu une évolution fulgurante à partir des années 60, avec notamment l’émergence de nouveaux centres de production en Asie.
Le Cambodge et le Bangladesh, frappés de plein fouet par la crise du secteur textile liée à la pandémie de Covid-19, sont des acteurs majeurs dans l’industrie du textile. Cette dernière représente une part cruciale de leurs exportations, elle s’élève respectivement à 90% pour le Cambodge et 83% pour le Bangladesh.

### Enjeux matériels et sociaux des travailleurs

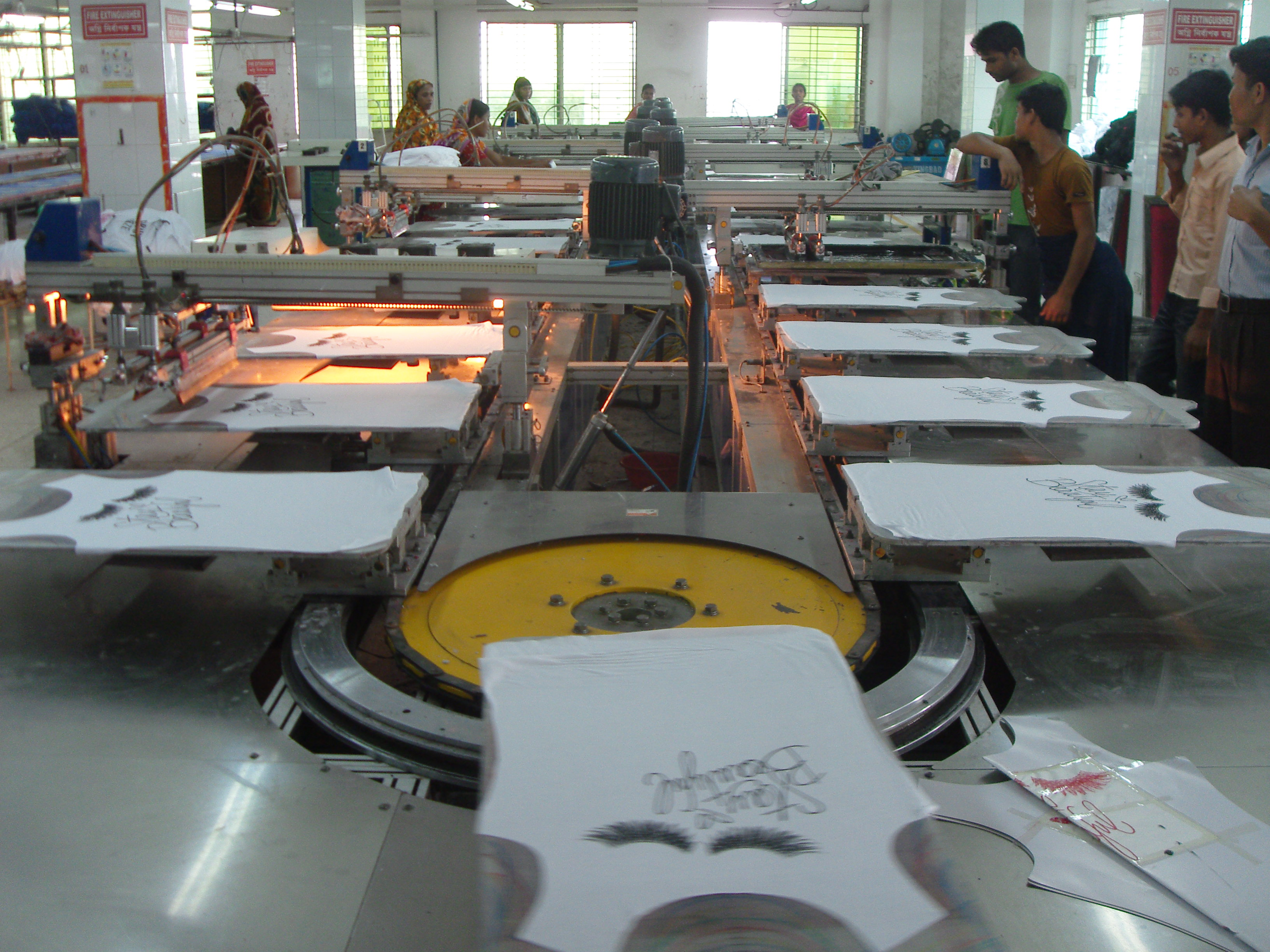
Atelier d'impression de vêtements au Bangladesh.

Toutefois, si l’essor des industries textiles d’Asie du Sud-Est connaît une certaine stabilité économique, certains enjeux tendent à nuancer ce propos, notamment d’un point de vue matériel et social.
Au Cambodge, les usines textiles cambodgiennes sont dépendantes de la Chine pour l’importation du tissu et des fils. Les salaires peu élevés et conditions de travail sont dénoncés par les travailleurs, qui font gronder des revendications salariales dans le pays. En réponse, le gouvernement leur a garanti une augmentation de 15 dollars sur le salaire minimum (passant ainsi de 80 dollars à 95 dollars par mois).
Au Bangladesh, l’importance du secteur textile se révèle à double-tranchant : en effet, si le pays, encore peu ouvert au commerce international, se targue d’un statut privilégié, des facteurs matériels et socio-politiques entrent également en jeu, tels que des « pénuries en énergie, la mauvaise qualité des infrastructures logistiques, et la situation politique instable », qui ont une lourde influence sur l’économie du pays.

## Typologie de la crise

### Pandémie de Covid-19, déclencheur de la crise
La pandémie de Covid-19 a été l’élément déclencheur de la crise du textile en Asie du Sud-Est. La mesure du confinement, décrétée dans de nombreux pays dans le monde, a mené à la fermeture des magasins considérés comme non-essentiels, dont ceux spécialisés en textile-habillement. Ces deux branches sont interdépendantes malgré leur fonctionnement différent, puisque l’habillement repose sur les intrants provenant du textile.
La pandémie a provoqué un double choc d’offre et de demande dans le secteur :
D’un côté, la demande des consommateurs a baissé puisque le textile ne figure pas parmi les achats de première nécessité, ce qui engendre une baisse effective des revenus des marques et magasins, qui doivent dès lors adapter leur commandes en termes de textile en provenance des industries d’Asie du Sud-Est, autrement dit réduire drastiquement leurs importations. Selon Coface, compagnie française d’assurance pour le commerce extérieur, « la livre de coton se négociait à USD 0,71 le 9 janvier 2020, son cours a plongé à USD 0,48 le 1er avril dernier, soit son niveau le plus bas depuis 2008. Pour ensuite remonter à USD 0,59 au 15 juin 2020».
D’un autre côté, les usines en Asie du Sud-Est ont massivement fermé et la chaîne de production s’est retrouvée déstabilisée par un approvisionnement plus faible de matière première. Les pays comme le Vietnam, l’Inde et le Bangladesh, sont désormais favorisés à la Chine pour une question de coût de la main-d’œuvre. La crise sanitaire a donc eu des conséquences percutantes sur l’emploi en usine pour les travailleurs d’Asie-Pacifique, qui représentent trois quarts des effectifs mondiaux de l’industrie (65 millions d’employés).

### Conséquences sur l’emploi en usine
Les grandes marques occidentales telles que H&M, Zara ou Primark, qui représentent la plus grosse clientèle de l’industrie textile, ont annoncé un net ralentissement de leur production, ce qui signifie que les stocks produits en amont pour leurs collections ont été décommandés. D’après le Center for Global Workers’ Rights (CGWR) et le Worker Rights Consortium (WRC), l’estimation des impayés entre avril et juin 2020 s’élève à près de 16,2 milliards de dollars.
En plus des mesures du confinement, cela a provoqué une perte massive des emplois dans les ateliers manufacturiers, qui se dénombre en millions. La prédominance économique que fait peser les grandes entreprises sur leurs fournisseurs met en péril la situation des petites mains en bas de l’échelle de production, notamment dans le contexte de crise de Covid-19. Alors que les grandes firmes se dédouanent, la main-d’œuvre se retrouve licenciée sans indemnisation salariale. Les nombreux travailleurs, qui vivaient auparavant dans une situation de pauvreté parfois extrême, se retrouvent alors démunis, amputés de leur unique source de revenus. Le professeur Sheng Lu, spécialiste de l’économie et du business de l’industrie textile-habillement, analyse une baisse de l’emploi bangladais de 4% jusqu’à 9%, due au déclin des exports de 10%. Au Vietnam, « entre 400 000 et 600 000 personnes (sur un total de 2,8 millions) ont perdu leur emploi dans le secteur d’après la Vietnam Textile and Apparel association».

### Risque de «chaos social»
Cet effondrement du système économique local en Asie du Sud-est laisse présager un risque de « chaos social ». Au Bangladesh comme au Cambodge, des manifestations pour des revendications salariales éclatent.
Le professeur Dae-Oup Chang, spécialiste en économie politique au département des Global Korean Studies de l’université coréenne de Sogang, a décrété que la dette de certains Etats d’Asie-Pacifique était le facteur d'incapacité de ces derniers à assurer des services publics salubres pour leur population. Cette crise hospitalière s’inscrit non seulement dans un contexte de pandémie mais aussi d’extrême pauvreté, ce qui plonge les habitants dans une profonde précarité.

### Réactions des multinationales, associations et gouvernements face à la crise
Les principaux acteurs de l’industrie du textile sont appelés par les organisations de défense des travailleurs du secteur à faire preuve d’éthique et de « responsabilité sociale ». Certaines entreprises comme Kohl’s (l’un des plus grands détaillants de vêtements aux États-Unis) se sont acquittés de leur engagement financier vis-à-vis de leur fournisseurs, d’autres, telles que H&M, Zara et Gap, se sont engagées à honorer leurs obligations financières. Une troisième catégorie de clientèle, dont font partie le géant américain Walmart, Topshop ou Urban Outfitters, n’a pas pris la parole concernant le paiement des commandes passées auprès des usines d’Asie du Sud-Est.
Au Cambodge, le gouvernement a établi un plan d’aide financière fixé à 70 dollars par mois, qui regroupe une participation étatique à hauteur de 30 dollars en plus des 40 dollars fournis par les entreprises locales. Toutefois les modalités de transactions dans le pays semblent inadaptées à cette mesure, puisque les habitants échangent majoritairement en pièces et billets, ce qui restreint la possibilité de transfert d’argent sur les comptes bancaires individuels.
Au Bangladesh, le gouvernement a fourni une enveloppe de 500 millions de dollars aux usines locales mais elle n’a pas suffi à assurer un soutien financier durable.
Face à la crise sociale liée à celle du textile, les ONG locales s’octroient des missions humanitaires dans des États où la liberté d’association n’est parfois pas assurée d’un point de vue légal. Des associations vont organiser par exemple des distributions de « nourriture, de masques ou de produits de première nécessité » au Vietnam. Ces organisations à but non lucratif (OBNL) se sont rendu compte de leur dépendance financière aux investisseurs étrangers, à l’instar des usines du textile, et vont dès lors tenter de restructurer leur réseau pour subvenir indépendamment aux besoins de la population locale dans des contextes de crises. Le directeur du Centre de Recherche et de Soutien à la Santé Publique au Vietnam, Trần Triệu Ngoã Huyến, a annoncé la « création d’une communauté qui assumerait la fonction de conseil et de critique, vis-à-vis des politiques sociales et des mesures apparentées aux domaines de compétence des OBNL».